# 구름버섯
구름버섯(Trametes versicolor)은 구멍장이버섯목 구멍장이버섯과에 속하는 버섯이다. 흔히 운지(雲芝)라고 부르기도 한다. 전 세계에 분포하며 활엽수의 고목이나 바위 위에서 1년 내내 자생한다.
갓의 두께는 5~18mm이며 얇고 단단한 가죽질을 띤다. 갓 표면은 대체로 평평하고 삼각형이나 원형을 띤다. 갓은 주로 검은색, 회색, 갈색, 황갈색, 초록색, 노란색 등 다양한 색상을 띠고 있으며 살은 하얀색을 띤다. 너무 딱딱해서 식용으로 쓰이지는 못하고 항암제, 한약탕과 같이 약용으로 사용한다.

## 효능
베타글루칸으로 면역력을 높이는 데 도움이 된다.

## 같이 보기
- 구멍장이버섯